# Theridion tinctorium
Theridion tinctorium là một loài nhện trong họ Theridiidae.
Loài này thuộc chi Theridion. Theridion tinctorium được Eugen von Keyserling miêu tả năm 1891.